# 4 of a Kind
4 of a Kind es el cuarto álbum de D.R.I., lanzado en 1988. En este disco, la banda se introduce de lleno en el crossover thrash, alejándose definitivamente del sonido más punk de sus comienzos.

## Temas
1. "All for Nothing" – 3:56
2. "Manifest Destiny" – 2:38
3. "Gone Too Long" – 2:20
4. "Do the Dream" – 2:36
5. "Shut-Up!" – 2:47
6. "Modern World" – 4:22
7. "Think for Yourself" – 4:43
8. "Slumlord" – 1:53
9. "Dead in a Ditch" – 0:49
10. "Suit and Tie Guy" – 3:44
11. "Man Unkind" – 5:29

## Créditos
- Spike Cassidy – Guitarra
- Kurt Brecht – Voz
- Felix Griffin – batería
- Josh Pappé – Bajo